# Hnidîn, Borîspil
Hnidîn (în ucraineană Гнідин) este o comună în raionul Borîspil, regiunea Kiev, Ucraina, formată numai din satul de reședință.

## Demografie
Componența lingvistică a comunei Hnidîn
     Ucraineană (96%)
     Rusă (3,66%)
     Alte limbi (0,21%)
Conform recensământului din 2001, majoritatea populației comunei Hnidîn era vorbitoare de ucraineană (96%), existând în minoritate și vorbitori de rusă (3,66%).